# Helbladig vänderot
Helbladig vänderot (Valeriana alliariifolia) är en kaprifolväxtart som beskrevs av Johannes Michael Friedrich Adam. Valeriana alliariifolia ingår i släktet vänderötter, och familjen kaprifolväxter. Utöver nominatformen finns också underarten V. a. tiliifolia.
Helbladig vänderot hör hemma i östra Grekland, Turkiet, norra Iran och Kaukasus.

## Bildgalleri

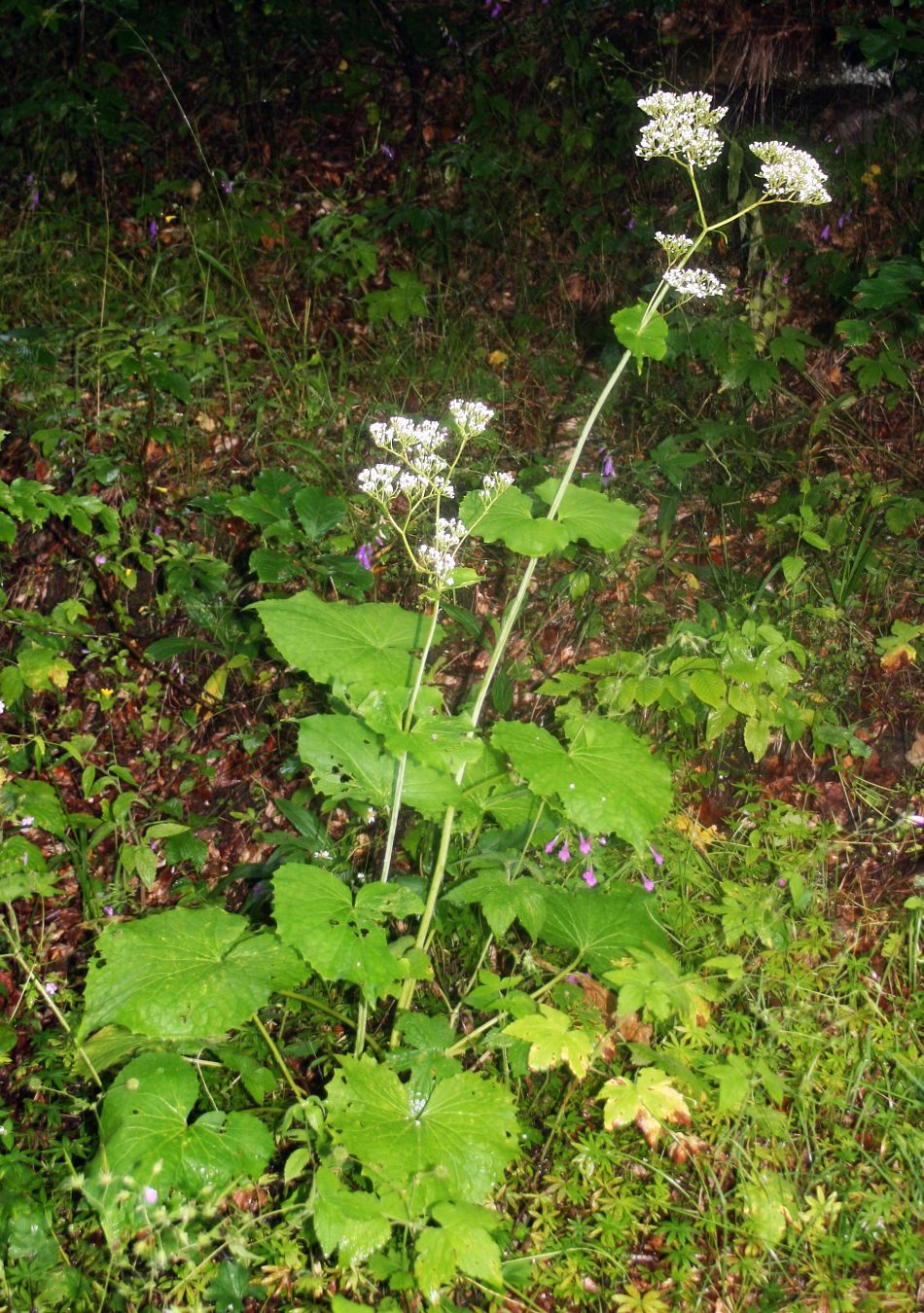
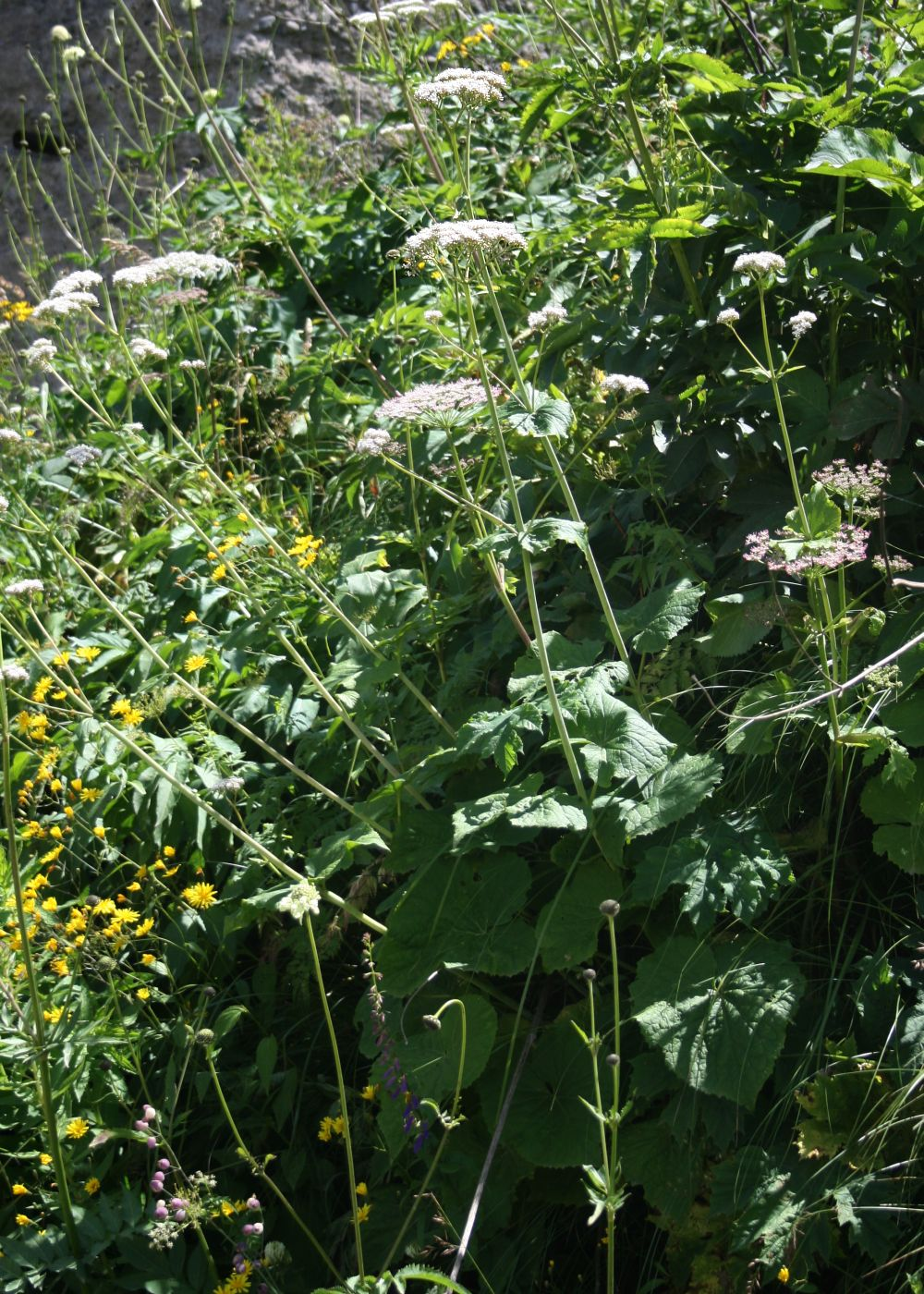
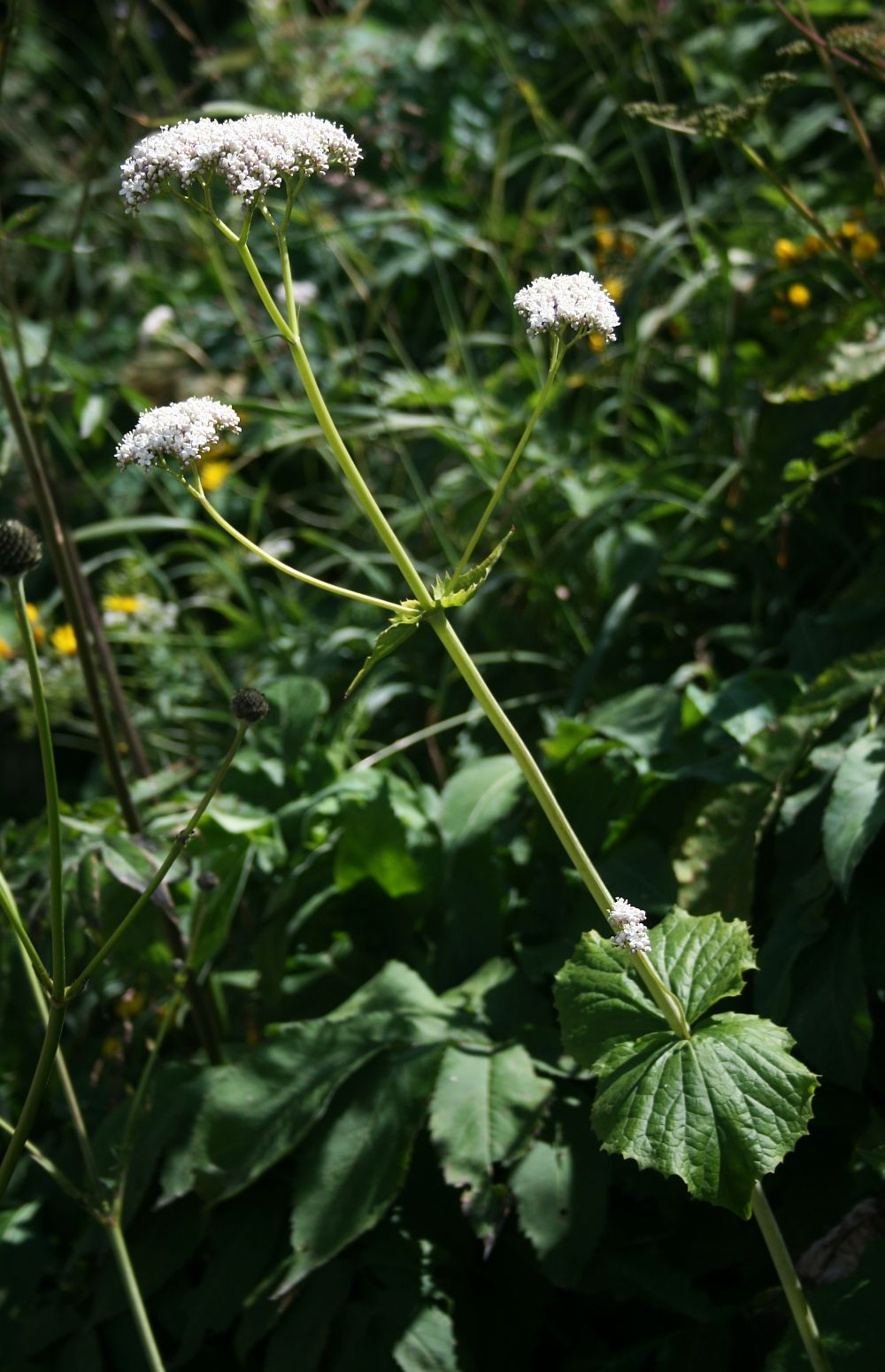
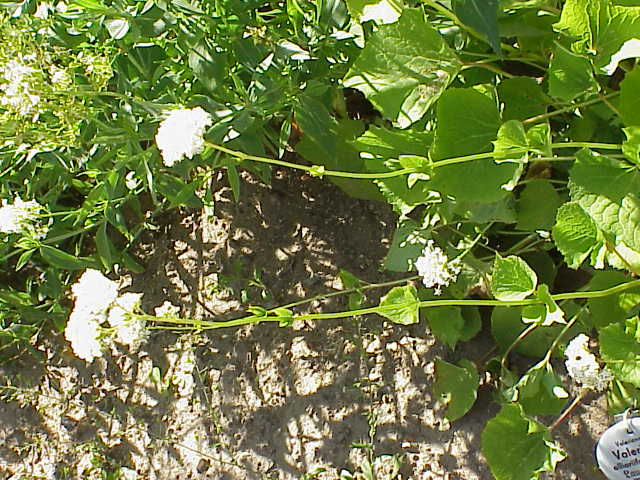
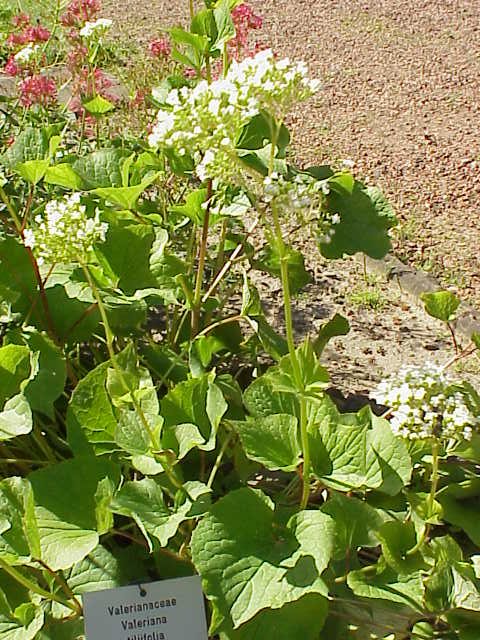
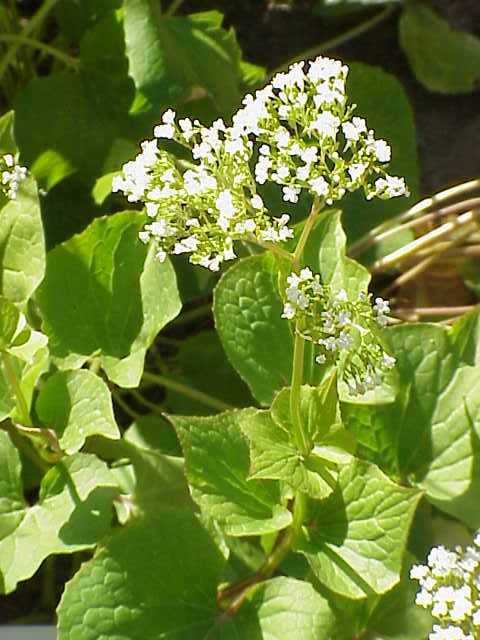